# 洞泾港
洞泾港是位于中國上海市松江区一條南北流向的河流，該河北起淀浦河、南至黄浦江。2022年時，該河流正在進行三期工程整治。河流全长19.7公里。
該河流原本北起泗泾塘，南至松江城区的其他河流。1969年，泗泾塘以南段挖深並且截彎取直以及拓宽，並且從松江城區再挖新的河道讓洞泾港直通黄浦江。1972年，泗泾塘以北的其他河流挖深和拓寬，並且將泗泾塘至淀浦河的河段也起名洞泾港。